# Branica Suchowolska
Branica Suchowolska – wieś w Polsce położona w województwie lubelskim, w powiecie radzyńskim, w gminie Wohyń.
W latach 1975–1998 miejscowość administracyjnie należała do województwa bialskopodlaskiego.
Wieś jest sołectwem w gminie Wohyń. Według Narodowego Spisu Powszechnego z roku 2011 wieś liczyła 487 mieszkańców.
Wierni Kościoła rzymskokatolickiego należą do parafii Najświętszego Serca Jezusowego w Suchowoli.

## Części wsi
| SIMC    | Nazwa        | Rodzaj    |
| ------- | ------------ | --------- |
| 1024936 | Droga Główna | część wsi |
| 0022237 | Podlasie     | kolonia   |

## Historia
Branica (obecnie Branica Suchowolska) w wieku XIX wieś i folwark w powiecie radzyńskim, gminie Suchowola, parafii Czemierniki.
W 1827 r. było tu 20 domów i 169 mieszkańców, w 1882 roku 29 domów 317 mieszkańców i 525 mórg ziemi. Leży w pobliżu większej wsi tej nazwy (obecnie Branica Radzyńska), nad strugą wpadającą do Tyśmienicy.
Branica Radzyńska i Branica Suchowolska stanowiły w przeszłości jedną osadę  położoną na lewym brzegu rzeki Piwonii w roku 1447 zwanej Branka od prasłowiańskiego słowa  błoto. W XV wieku osada  została podzielona, a człony odróżniające powstałe wsi przyjęto od miejscowości sąsiadujących z nimi: Radzynia i Suchowoli